# Pulaeus whartoni
Pulaeus whartoni är en spindeldjursart som först beskrevs av Baker och Hoffmann 1948.  Pulaeus whartoni ingår i släktet Pulaeus och familjen Cunaxidae. Inga underarter finns listade i Catalogue of Life.